# Biblioteca nacional y archivo de Irak
La Biblioteca nacional y archivo de Irak (en árabe:  دار الكتب والوثائق العراقـيـة) se encuentra en la ciudad de Bagdad, la capital de Irak. Fue establecida en 1920 y fue muy afectada por la guerra que se inició en 2003.

## Historia
Los orígenes de la Biblioteca Nacional están en la fundación de la Biblioteca de la Paz de Bagdad, la Maktabat al-Salam, a veces llamada la Biblioteca General, que se estableció en Bagdad en 1920, con la asistencia de Gertrude Bell, entonces Secretario Oriental del alto comisionado británico.

### Destrucción
En abril de 2003, durante la Guerra de Irak, la Biblioteca Nacional y los Archivos (Dar al-Kutub wa al-Watha'Iq), que se encuentran justo frente al Ministerio de Defensa, fueron incendiados y saqueados.
En total, se estima que el 60 % de sus materiales de archivo, el 25 % de sus libros, periódicos, libros raros, y la mayoría de sus fotografías y mapas históricos fueron destruidos.
Antes de la destrucción, la biblioteca y el archivo tenían 417 000 libros, 2618 revistas que datan de finales de la era otomana hasta los tiempos modernos, y una colección de 4412 libros raros y manuscritos.
Saad Eskander, director de la biblioteca y los archivos desde 2003, ha estado manteniendo un diario en el sitio web de la Biblioteca Británica, con entradas a partir de noviembre de 2006.
Para el año 2007, el centro «ya se había convertido en un refugio seguro para la actividad intelectual, totalmente accesible al público, con un centro de cómputo».